# Летница
Вижте пояснителната страница за други значения на Летница.
Лѐтница е град в Северна България. Той се намира в Ловешка област и е в близост до град Левски, област Плевен. Градът е административен център на община Летница, която обхваща селата Крушуна, Горско Сливово, Кърпачево.
По данни на ГРАО към 15 юни 2023 г. в града живеят 3439 души по настоящ адрес и 4166 души по постоянен адрес.

## История
Районът на днешния град Летница е обитаван още от траките. Вероятно от IV в. пр. Хр. датира откритото там през 1963 г. сребърно тракийско съкровище.
Етимологията на името на град Летница произхожда от названието „летница" на вид пшеница, а не от „летовище“. Ако се съди по славянското селищно име и по наличието на селото в запазените османски регистри от XV век, селището е основано през среднобългарската епоха.
През XIX век Летница е център на нахия – административна единица (подобна на община), по-малка от околия, която обединява няколко села. Тя е управлявана от мюдюрин.
През Възраждането в Летница има хора, които симпатизират на революционните идеи. Селото е споменато неведнъж в кореспонденцията на Георги Раковски (1821-1867).
Град е от 1970 г.

## Население
Численост и дял на етническите групи според преброяването на населението през 2011 г.:
|                     | Численост | Дял (в %) |
| Общо                | 2665      | 100,00    |
| Българи             | 2002      | 75,12     |
| Турци               | 32        | 1,20      |
| Цигани              | 111       | 4,16      |
| Други               | 156       | 5,85      |
| Не се самоопределят | 14        | 0,52      |
| Неотговорили        | 350       | 13,13     |

## Религия
Голяма част от жителите са православни християни.
Най-старото запазено здание в града е църквата „Свети Теодор Тирон“, която според бележки в „Евангелие поучителное“ от Тодор Хрулев (Нови Сад, 1856) е започната на 22 април 1836 г. и е осветена на 18 май 1845 г. от търновския митрополит Неофит Византийски (1840-1846, 1848-1857). Църквата в Летница е единствената в района. В нейния архив са запазени няколко необнародвани документа, които предлагат интересни данни за социално-икономическите отношения, културата, диалекта и антропонимията на жителите на Летница през XIX в. Първият български свещеник е отец Иван Лицов от с. Пресяка, Ловешко.
Стенописите са дело на дебърските майстори Наум и Ненчо Илиеви.

## Икономика
Община Летница се характеризира с индустриален сектор, съсредоточен предимно в преработвателната промишленост. С преструктурирането на икономиката и предвид благоприятните природни особености на региона, в общината се развива предимно селско стопанство, оранжерийно производство и свързаните с тях дейности. Почти 100% от продукцията и нетните приходи от продажби се реализират от частния сектор.
В производствения сектор на община Летница уникална ниша заема българската фирма „Уолтопия“ ООД, чийто предмет на дейност включва производство на изкуствени катерачни стени, изграждане на метални конструкции и отливане на панели и хватки.
Фирма „Летница-Индустриален парк“ АД има средносрочни планове за изграждане на индустриален парк, за продажба и предоставяне под наем на парцели и строителство на индустриални сгради.

## Забележителности
„Перла в короната“ на община Летница е природната забележителност Маарата. Намира се на 8 км от град Летница в южна посока и на 34 км в източна посока, в южната част на село Крушуна.
Карстовото плато, попадащо в територията на общината е изключително окарстено и там на едно място като под открито небе могат да се видят всички карстови форми – кари, въртопи, валози, сляпа, полусляпа и суха долина, каньон (ждрело), пропасти, пещерни галерии и зали. От около 25 години те са обект на систематизирано спелеологическо изучаване. Неслучайно БАН, в частност Географският институт, и Фондация „Център по карстология“ са избрали именно района на с. Крушуна за моделен район на карстови защитени територии в България с оглед на тяхното устойчиво развитие. Това е показателно за представителността и значението на карста край с. Крушуна – еталон на защитена карстова територия в България.

## Редовни събития
- През 2015 г. по предложение на проф. Игнат Игнатов и под егидата на областния управител д-р Мадлена Бояджиева Ловешка област е обявена за Световна зона на планинската вода.

## Хотели
Хотел „Прованс“, е единствен в община Летница, изграден е през 2014 г. по европейска програма за Селските районии по мярка 312.

## Други
На Летница е наречена улица в квартал „Хиподрума“ в София (Карта).